# Gumboro
För IBD (Inflammatory Bowel Disease), se Inflammatorisk tarmsjukdom
Gumboro eller Infectious bursal disease, ofta förkortat IBD, är ett virus först påvisat i Gumboro, Delaware i USA som finns hos höns. Sjukdomen angriper bursa fabricii, en körtel nära kloaköppningen, som är en del av fågelns immunförsvar, och reducerar antalet b-lymfocyter, vilket i sin tur leder till en reducerad förmåga att tillverka antikroppar. Upp till tio procent av de sjuka djuren kan vid en utbruten epidemi bland en bosättning dö, och de övriga försvagas. Det finns ingen behandling mot sjuka djur, men man kan förebygga med vaccinering. De fåglar som överlever sjukdomen är inte verksamma för vaccinering mot andra sjukdomar. Nyligen har stora utbrott av sjukdomen, ofta angripande på kycklingar, utbrutit i Europa, Latinamerika, Sydostasien, Afrika och Mellanöstern.

### Webbkällor
- ”Gumboro-sjukdom”. Nationalencyklopedin. http://ne.se/gumboro-sjukdom. Läst 1 januari 2010.